# Sân vận động Avarua Tereora
Sân vận động Avarua Tereora (tiếng Anh: Avarua Tereora Stadium), còn được gọi là Sân vận động Quốc gia, là một sân vận động đa năng ở Avarua, Quần đảo Cook. Sân hiện được sử dụng chủ yếu cho các trận đấu rugby và bóng đá. Sân vận động có sức chứa 5.000 người và được xây dựng vào năm 1984-85. Sân vận động được nâng cấp vào đầu năm 1986 để có thể tổ chức cả Đại hội Thể thao Thái Bình Dương 1986 và giải bóng bầu dục Pacific Cup 1986. Sân vận động được quản lý bởi National Stadium Trust Board bao gồm các cá nhân từ CISNOC, Khu vực tư nhân và Chính phủ. Stadium Trust Board thuê một người quản lý toàn thời gian, ông Rae Dyer. Đây là sân nhà của đội tuyển bóng đá quốc gia Quần đảo Cook và đội tuyển rugby league quốc gia Quần đảo Cook.